# Miss World 2000
| Data:                | 30 listopada 2000      |
| Kraj:                | Wielka Brytania        |
| Miasto:              | Londyn                 |
| Gala finałowa:       | Millennium Dome        |
| Liczba uczestniczek: | 95                     |
| Zwyciężczyni:        | Priyanka Chopra, Indie |
| Poprzedniczka:       | Yukta Mookhey, Indie   |
| Następczyni:         | Agbani Darego, Nigeria |
| -------------------- | ---------------------- |

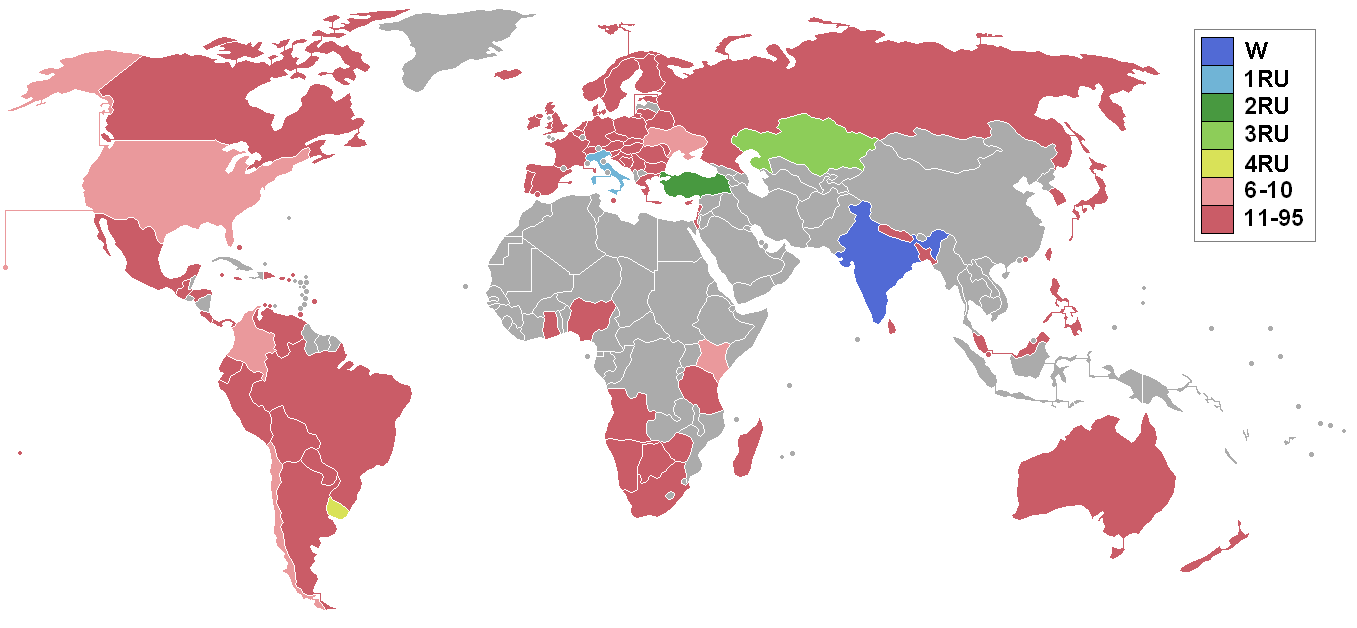
Kraje i terytoria, które wysłały delegacje oraz zajęte miejsce

Miss World 2000 – 50. wybory najpiękniejszej kobiety świata odbyły się 30 listopada 2000 r. w Millennium Dome w Londynie. Były to pierwsze wybory zorganizowane bez założyciela organizacji Miss World – Erica Morleya, który zmarł 21 dni przed galą finałową Miss World 2000. Tytuł i koronę Miss World zdobyła, pokonując 94 uczestniczki, Priyanka Chopra, która stała się piątą mieszkanką swojego kraju, która zdobyła tytuł najpiękniejszej. Finał konkursu poprowadzili Jerry Springer i Rebecca de Alba.

## Wyniki

### Miejsca
| Wyniki finału   | Uczestniczka/Uczestniczki |
| --------------- | --- |
| Miss World 2000 | - Indie – Priyanka Chopra |
| 1. wicemiss     | - Włochy – Giorgia Palmas |
| 2. wicemiss     | - Turcja – Yüksel Ak |
| Finalistki      | - Kazachstan – Margarita Kravtsova - Urugwaj – Katja Thomsen                                                                                    |
| Półfinalistki   | - Chile – Isabel Bawlitza - Kenia – Yolande Masinde - Kolumbia – Andrea Durán - Stany Zjednoczone – Angelique Breaux - Ukraina – Olena Scherban |

### Kontynentalne Królowe Piękności
| Kontynent        | Uczestniczka                        |
| ---------------- | ----------------------------------- |
| Afryka           | - Kenia – Yolanda Masinde           |
| Ameryki          | - Urugwaj – Katja Thomsen           |
| Azja             | - Indie – Priyanka Chopra           |
| Europa           | - Włochy – Giorgia Palmas           |
| Wyspy Karaibskie | - Curaçao – Jozaine Marianella Wall |

### Kolejność wyczytywania półfinalistek
- 1. Włochy
- 2. Chile
- 3. Kolumbia
- 4. Stany Zjednoczone
- 5. Urugwaj

- 6. Kazachstan
- 7. Turcja
- 8. Ukraina
- 9. Indie
- 10. Kenia

### Kolejność wyczytywania finalistek
- 1. Kazachstan
- 2. Włochy
- 3. Urugwaj
- 4. Indie
- 5. Turcja

### Nagrody specjalne
- Najlepszy projektant sukienki: Margarita Kravtsova (Kazachstan)

## Uczestniczki
- Anglia – Michelle Walker
- Angola – Deolinda Vilela
- Argentyna – Daniela Stucan
- Aruba – Monique van der Horn
- Australia – Renee Henderson
- Austria – Patricia Kaiser
- Bahamy – Latia Bowe
- Bangladesz – Sonia Gazi
- Barbados – Leilani McConney
- Białoruś – Sviatlana Kruk
- Belgia – Joke van de Velde
- Boliwia – Jimena Rico Toro
- Bośnia i Hercegowina – Jasmina Mahmutović
- Botswana – Puna Keleabetswe Serati
- Brazylia – Francine Eickemberg
- Brytyjskie Wyspy Dziewicze – Nadia Harrigan Ubinas
- Bułgaria – Ivanka Peytcheva
- Chile – Isabel Bawlitza
- Chińskie Tajpej – Hao Shu-Ting
- Chorwacja – Andreja Čupor
- Curaçao – Jozaine Wall
- Cypr – Iphigenia Papaioannou
- Czechy – Michaela Salacova
- Dania – Anne Katrin Vrang
- Dominikana – Gilda Jovine
- Ekwador – Ana Dolores Murillo
- Estonia – Irina Ovtchinnikova
- Filipiny – Katherine Guzman
- Finlandia – Salima Peippo
- Francja – Karine Meier
- Ghana – Maame Ewarfaah Hawkson
- Gibraltar – Tessa Sacramento
- Grecja – Athanasia Tzoulaki
- Gwatemala – Cindy Ramirez
- Hiszpania – Veronica Garcia
- Holandia – Raja Moussaoui
- Honduras – Veronica Rivera
- Hongkong – Margaret Kan
- Indie – Priyanka Chopra
- Irlandia – Yvonne Ellard
- Irlandia Północna – Julie Lee-Ann Martin
- Islandia – Elva Dogg Melsted
- Izrael – Dana Dantes
- Jamajka – Ayisha Richards
- Japonia – Mariko Sugai
- Jugosławia – Iva Milivojević
- Kajmany – Jacqueline Bush
- Kanada – Christine Cho
- Kazachstan – Margarita Kravtsova

- Kenia – Yolanda Masinde
- Kolumbia – Andrea Duran
- Korea – Jung-sun Shin
- Kostaryka – Cristina de Mezerville
- Liban – Sandra Rizk
- Litwa – Martyna Bimbaite
- Madagaskar – Julianna Todimarina
- Malezja – Tan Sun Wei
- Malta – Katia Grima
- Meksyk – Paulina Flores Arias
- Mołdawia – Mariana Moraru
- Namibia – Mia de Klerk
- Nepal – Usha Khadgi
- Niemcy – Natascha Berg
- Nigeria – Matilda Kerry
- Norwegia – Stine Pedersen
- Nowa Zelandia – Katherine Allsopp-Smith
- Panama – Ana Raquel Ochy
- Paragwaj – Patricia Villanueva
- Peru – Tatiana Angulo
- Polska – Justyna Bergmann
- Portoryko – Sarybel Velilla
- Portugalia – Gilda Dias Pe-Curto
- Południowa Afryka – Heather Joy Hamilton
- Rosja – Anna Bodareva
- Rumunia – Aleksandra Cosmoiu
- Singapur – Charlyn Ding Zung Ee
- Słowacja – Janka Horecna
- Słowenia – Maša Merc
- Sri Lanka – Gunga Gunasekera
- Stany Zjednoczone – Angelique Breaux
- Szkocja – Michelle Watson
- Szwajcaria – Mahara Mackay
- Szwecja – Ida Sofia Manneh
- Tahiti – Vanini Bea
- Tanzania – Jacqueline Ntuyabelikwe
- Trynidad i Tobago – Rhonda Rosemin
- Turcja – Yuksel Ak
- Ukraina – Olena Shcherban
- Urugwaj – Katja Thomsen
- Walia – Sophie-Kate Cahill
- Wenezuela – Vanessa Cardenas
- Węgry – Judit Kuchta
- Włochy – Giorgia Palmas
- Wyspy Dziewicze Stanów Zjednoczonych – Luciah Hedrington
- Zimbabwe – Victoria Moyo

## Notatki dot. krajów uczestniczących

### Debiuty
- Anglia
- Białoruś
- Irlandia Północna
- Mołdawia

### Powracające państwa i terytoria
Ostatnio uczestniczące w 1995:
- Barbados
- Dania

Ostatnio uczestniczące w 1997:
- Namibia

Ostatnio uczestniczące w 1998:
- Brytyjskie Wyspy Dziewicze
- Chińskie Tajpej
- Curaçao

### Państwa i terytoria rezygnujące

#### Nieznane powody braku uczestnictwa w konkursie
- Gujana
- Seszele
- Suazi
- Zambia

#### Pozostałe państwa
- Łotwa – uczestniczka (Dina Kalandarova) zrezygnowała w ostatniej chwili z udziału w konkursie z powodów osobistych. Reprezentowała Łotwę w wyborach Miss World w 2001 r.
- Saint-Martin – nie rozgrywano eliminacji krajowych
- Tajlandia – nie rozgrywano eliminacji krajowych